# Nguyễn Quốc Thành
Nguyễn Quốc Thành là nhà quay phim, đạo diễn phim người Việt Nam.

## Tiểu sử
Nguyễn Quốc Thành sinh ngày 4 tháng 2 năm 1958 tại Nam Định. Từ nhỏ, ông đã rất yêu thích vẽ, khi học lớp 5 trường phổ thông cấp 2 tại Trung Liệt, Đống Đa, Hà Nội, ông đã đoạt giải 3 cuộc thi vẽ về chủ đề đường phố Hà Nội do Nhà Văn hóa thiếu nhi Hà Nội và Tổng lãnh sự quán Cộng Hòa Dân chủ Đức tổ chức. Là một học sinh cá biệt nên khi học hết cấp 3, ông không đủ tiêu chuẩn kết nạp Đoàn viên thanh niên nên không được thi vào trường Đại học Xây dựng.

## Sự nghiệp
Biết tin khóa quay phim của trường Cao đẳng Sân khấu - Điện ảnh Hà Nội tuyền sinh, Nguyễn Quốc Thành đăng ký thi và trúng tuyển khóa 1 lớp quay phim vào năm 1977. Bộ phim đầu tiên ông được tham gia thực hiện cũng là bài thực hành với Nguyễn Thước làm quay phim còn Khải Hưng làm đạo diễn có tựa đề Chú bé mở khóa.
Năm 1980, khi đang học năm thứ ba, Nguyễn Quốc Thành xin vào Xưởng phim Thời sự tài liệu Trung ương để thực tập, ông được chọn tham gia quay bộ phim tài liệu Đường dây lên sông Đà do Lê Mạnh Thích thực hiện. Một năm sau, ông được chọn làm tay máy chính cho phim tài liệu Việt Nam tìm thấy dầu của đạo diễn Ma Cường được thực hiện tại Vũng Tàu. Với bộ phim này, ông là người đầu tiên và duy nhất quay phim nhựa 35 ly về tàu thăm dò dầu khí của Liên Xô tại Việt Nam.
Bộ phim tài liệu màu được làm năm 1982, Khảm trai và Trạm bạc do Thu Vân làm đạo diễn với Nguyễn Quốc Thành quay phim chính là tác phẩm thi tốt nghiệp được Xưởng phim Thời sự tài liệu Trung ương đánh giá ở bậc cao nhất, còn ở Trường Sân khấu - Điện ảnh đội ngũ sản xuất được chấm loại giỏi. Năm 1984, khi thực hiện được hơn nửa phim tài liệu Đến với những nhịp cầu, Nguyễn Quốc Thành được gọi đi nghĩa vụ quân sự, đóng quân tại Sư đoàn 371 quân khu 7. Năm 1986, ông được kết nạp vào Đoàn thanh niên và xuất ngũ dù được Sư đoàn trưởng mời ở lại. Vì cả gia đình đã định cư tại Thành phố Hồ Chí Minh nên vào năm 1970, Nguyễn Quốc Thành gia nhập Hãng phim Nguyễn Đình Chiểu. Phim tài liệu đầu tiên ông thực hiện cho Hãng phim cùng đạo diễn Hằng Nga. Năm 1988, ông là người duy nhất ở Hãng phim được cử đi Trường Sa làm phim phóng sự Trường Sa nhưng không xa. Năm 1990, ông lần đầu tiên được đạo diễn một bồ phim tài liệu, với tựa đề Người hoa tiêu nói về anh hùng hoa tiêu hàng hải Tôn Thọ Khương.
Năm 1997, ông chuyển sang làm việc tại Hãng phim Giải Phóng, bắt đầu với phim tài liệu Niềm vinh quang lặng lẽ của đạo diễn Văn Lê. Năm 2001, lần đầu tiên ông được Hãng phim Giải Phóng giao cho đạo diễn một phim tài liệu với tựa đề Dòng máu. Ông kết thúc sự nghiệp là phim tài liệu với tác phẩm Văn minh rừng vào năm 2005, sau này ông chuyển sang làm các phim video và phim truyền hình.
Từ năm 1990, Nguyễn Quốc Thành tham gia quay mốt số phim video của thời kỳ phim mì ăn liền như Tha lỗi cho anh, Lòng mẹ, Sắc hoa màu nhớ,Vầng trăng bị che khuất, Nước mắt thơ ngây,... Với phim truyện điện ảnh, vào năm 1985, ông đã tham gia phụ quay cho bộ phim điện ảnh đen trắng Tình khúc 68 của đạo diễn Lê Mộng Hoàng. Bộ phim điện ảnh đầu tiên ông làm quay phim chính là Ba người đàn ông sản xuất năm 2000 do Trần Ngọc Phong đạo diễn. Năm 2007, Nguyễn Quốc Thành chuyển sang làm việc cho Hãng Senafilm ông quay một số phim như Lọ lem thời @, Hồi xuân, và đạo diễn Thiên đường ở bên ta, Người giúp việc, Nhảy cùng ước mơ...
Nguyễn Quốc Thành từng là thành viên Ban giám khảo hạng mục Phim Tài liệu - Khoa học tại Liên hoan phim Việt Nam lần thứ 17 và lần thứ 19. Ông tham gia giảng dạy tại Trường Đại học Sân khấu – Điện ảnh Thành phố Hồ Chí Minh và được Nhà nước trao tặng danh hiệu Nghệ sĩ ưu tú vào năm 2007.

## Tác phẩm

### Phim tài liệu - phóng sự
| Năm  | Tựa đề                                                   | Đạo diễn                         | Vai trò khác     | Chú thích |
| ---- | -------------------------------------------------------- | -------------------------------- | ---------------- | --------- |
|      | Trí thức ở lại, Bến xe miền Tây                          | Võ Huế                           |                  |           |
|      | Trường tôi                                               | Phạm Thăng                       |                  |           |
|      | Thiếu nhi ba nước Đông Dương Việt Nam - Lào - Campu chia | Bùi Thị Hiền                     |                  |           |
|      | Chị Ngừng                                                | Thu Vân                          |                  |           |
| 1984 | Kỉ niệm 30 năm Giải phóng Thủ Đô                         | Lê Mạnh Thích và Đào Trọng Khánh |                  |           |
| 1984 | Đến với những nhịp cầu                                   | Lê Mạnh Thích                    | Trợ lý quay phim |           |
| 1986 | Bác Hồ ở Trung Quốc                                      | Thanh An và Đào Trọng Khánh      |                  |           |
| 1987 | Đưa hài cốt vua Duy Tân về nước                          | Lê Mạnh Thích                    |                  |           |
| 1987 | Dòng sông đỏ thắm                                        | Lưu Xuân Thư                     |                  |           |
| 1988 | Trường Sa nhưng không xa                                 |                                  |                  |           |
|      | Một thời đáng nhớ                                        | Văn Lê                           |                  |           |
| 1997 | Kỉ niệm 300 năm Sài Gòn                                  | Thanh An và Lê Mạnh Thích        |                  |           |
| 1997 | Niềm vinh quang lặng lẽ                                  | Văn Lê                           |                  |           |
|      | Làng Lòi                                                 | Văn Lê                           |                  |           |
| 2000 | Di chúc của những oan hồn                                | Văn Lê                           |                  |           |
| 2001 | Chiến dịch khai quang                                    | Phan Quang Minh                  |                  |           |
| 2004 | H'Non                                                    | Văn Lê                           |                  |           |
| 2005 | Văn minh rừng                                            |                                  |                  |           |
| 2009 | Đám mây không dừng lại                                   | Đào Bá Sơn                       |                  |           |

### Phim video và truyền hình
| Năm  | Tựa đề                               | Đạo diễn        | Hình thức            | Chú thích         |
| ---- | ------------------------------------ | --------------- | -------------------- | ----------------- |
| 1990 | Tha lỗi cho anh (Vị đắng tình yêu 3) | Hồ Ngọc Xum     | Video                |                   |
| 1992 | Cánh hoa hoang dại                   | Xuân Cường      | Video                |                   |
| 1995 | Sắc hoa màu nhớ                      | Xuân Cường      | Video                |                   |
| 1995 | Lòng mẹ                              | Lê Hữu Lương    | Video                |                   |
| 1999 | Vầng trăng bị che khuất              | Xuân Cường      | Video                |                   |
| 2000 | Nước mắt thơ ngây                    | Xuân Cường      | Điện ảnh truyền hình |                   |
| 2000 | Mặt trận không tiếng súng            | Lê Dân          | Video                |                   |
| 2003 | Vai diễn đầu đời                     | Đinh Đức Liêm   | Điện ảnh truyền hình |                   |
| 2003 | Cỏ dại                               | Đinh Đức Liêm   | Ngắn tập             |                   |
| 2004 | Hướng nghiệp                         | Châu Huế        | Dài tập              |                   |
| 2008 | Lọ lem thời @                        | Trần Ngọc Phong | Dài tập              | Giám đốc hình ảnh |
| 2004 | Hồi xuân                             | Bùi Đình Thứ    | Ngắn tập             | Giám đốc hình ảnh |
|      | Giận hờn                             | Châu Huế        |                      | [ 1 ]             |
|      | Con sói trở về                       | Châu Huế        |                      | [ 1 ]             |
|      | Lỡ tàu                               | Trương Dũng     |                      | [ 1 ]             |

### Phim truyện điện ảnh
| Năm  | Tựa đề                    | Đạo diễn        | Chú thích |
| ---- | ------------------------- | --------------- | --------- |
| 1985 | Tình khúc 68              | Lê Mộng Hoàng   |           |
| 2000 | Ba người đàn ông          | Trần Ngọc Phong |           |
| 2000 | Duyên trần thoát tục      | Lê Cung Bắc     |           |
| 2002 | Người đàn bà không hóa đá | Đào Bá Sơn      |           |
| 2004 | Lấy vợ Sài Gòn            | Trương Dũng     |           |
| 2006 | Cú đấm (Thạch Thảo)       | Phạm Ngọc Châu  |           |

### Vai trò đạo diễn
| NĂm  | Tựa đề                  | Hình thức     | Chú thích        |
| ---- | ----------------------- | ------------- | ---------------- |
| 1990 | Người hoa tiêu          | Phim tài liệu |                  |
| 2001 | Dòng máu                | Phim tài liệu |                  |
| 2001 | Cánh tay nhà nông       | Phim tài liệu |                  |
| 2007 | Cha dượng               | Dài tập       | Phạm Thanh Phong |
| 2010 | Thiên đường ở quanh ta  | Dài tập       |                  |
| 2011 | Câu chuyện cuối mùa thu | Dài tập       |                  |
| 2013 | Người giúp việc         | Dài tập       |                  |
| 2016 | Nhảy cùng ước mơ        | Dài tập       |                  |

### Sự kiện
- 2011 - "Let us show - Hãy xem tôi diễn" - HTV9

## Giải thưởng
| Năm  | Sự kiện                            | Hạng mục           | Tác phẩm dự giải       | Kết quả   | Chú thích |
| ---- | ---------------------------------- | ------------------ | ---------------------- | --------- | --------- |
| 2010 | Liên hoan phim Việt Nam lần thứ 16 | Quay phim xuất sắc | Đám mây không dừng lại | Đoạt giải | [ 4 ]     |